# 北京佛教居士林
39°55′22″N 116°22′34″E / 39.9227132°N 116.3761741°E

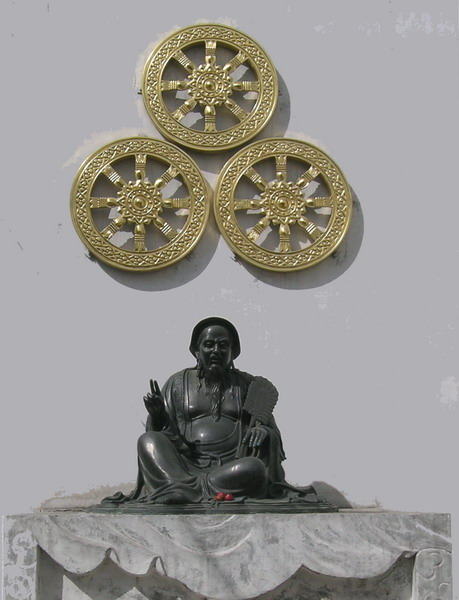
摩诘居士坐像

北京佛教居士林，原名华北居士林、北平居士林，位于北京市西城区西安门大街129号，是北京唯一获得政府批准的佛教在家信众宗教活动场所。

## 历史沿革
居士林主要是在家人学修佛法的公共场所。1929年12月，社会名流、佛教界著名的胡瑞霖（字子笏）居士等联合华北各地佛教社团及信众，成立了华北居士林，即现在北京佛教居士林的前身。1930年5月20日由林众集资购置西安门外大街11号院全部房屋39间，作为固定林址，开展林务活动，并立石碣为证。抗战前夕，胡瑞霖移居五台山潜修佛法。1938年7月居士林循例召开年度林众大会，会上选出周叔迦居士为理事主席，并通过修订的《华北居士林章程》，仍规定“本林以佛法救济众生为宗旨”。二战开始后，中国各地的居士林虽先后停办，但北京居士林仍在不断发展。1945年秋更名为北平居士林。
1949年2月北京佛教居士林提倡在家佛教徒从事劳动生产，学习政治并响应政府号召，开设“社友针织社”，靠织袜生产来募集股本，还开设了正勤职业补习（原名明明职业补习学校）。 1949年5月13日北京佛教居士林召开会员大会，推选周叔迦居士为理事长，并通过《北平居士林简章》，规定了“以集合在家佛教信徒，以舍已利人之精神参加生产，服务社会为宗旨 ”。1949年10月1日后更名为“北京居士林”。1952年9月3日本林得到北京市人民政府批准立案。

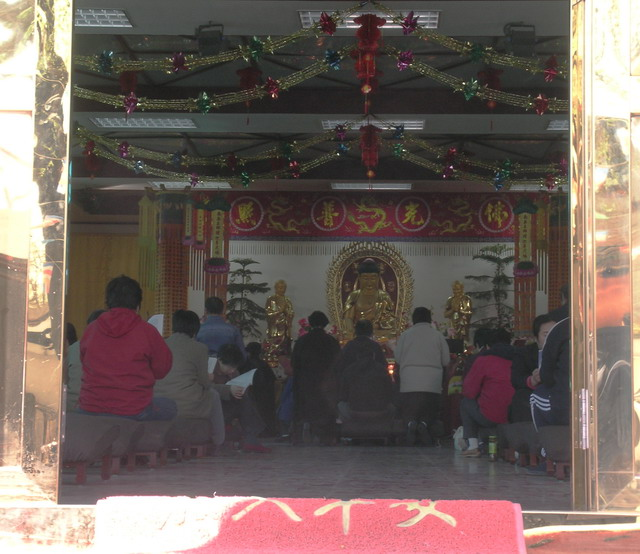
林众的诵经活动

1958年后，北京居士林全部房产被外单位占用改为厂房和家属宿舍。1980年恢复后每月举行四次莲池念佛会，逢佛诞日等节日举办大法会，并多次礼请高僧大德为在家众传授三皈五戒及讲经弘法，还经常举办斋僧、放生、打佛七等法事活动，以及从事社会福利事业。这一时期暂借广济寺举行活动。在居士们多方奔走下，于1994年基本收回。但原建筑已残破不堪，经信众及海外教友多方募集资金，得以林址重光。

## 居士林布局
北京佛教居士林坐落在一座绿色的铁门后，白色的影壁前供奉着维摩诘居士的坐像。院落不大，建筑都是1994年后重建的。正殿高悬达摩讲堂的木匾，东西两侧是两派白色的房屋，为办公、接待林有之用。院正中放有香炉和蒲垫。绕正殿后是一圈宣传栏，有宣扬佛法名理的内容，还有展示着北京佛教居士林举办的一些慈善活动，以及一些政治学习的介绍。院落的南侧是一家素食店，为信众提供素食的餐饮服务。正殿后的墙上，提有“北京居士林重建林址记”，还摆放着一块“英国摩诃菩提会副会长包乐登受瑜伽菩萨戒纪念”的方尖碑。

## 人员设置
北京佛教居士林现设有办公室、财务、佛教法、物流通处及素食部等部门。
- 林长：1980年恢复后，副林长为杨德能、胡继欧（胡瑞霖居士之女儿），杨德能居士兼任总务长。现任理事长夏法圣居士。夏法圣1979年北京居士林恢复活动后参加居士林工作，1984年3月担任副理事长，2000年担任北京佛教居士林林长至今。
- 导师：导师的工作是指导信众在家自修。现任导师是传印法师（现任北京市佛教协会会长）。